# Unay (cràter)
Unay és un cràter d'impacte en el planeta Venus de 11,4 km de diàmetre. Porta el nom d'un antropònim txeremís, i el seu nom va ser aprovat per la Unió Astronòmica Internacional el 1997.